# Alsodeiopsis rubra
Alsodeiopsis rubra är en tvåhjärtbladig växtart som beskrevs av Adolf Engler. Alsodeiopsis rubra ingår i släktet Alsodeiopsis och familjen Icacinaceae. Inga underarter finns listade i Catalogue of Life.